# 克維茨卡德峰
61°23′47″N 8°33′14″E / 61.39639°N 8.55389°E
克維茨卡德峰是挪威的山峰，位於該國東南部內陸郡，處於沃戈，距離首都奧斯陸200公里，屬於尤通黑門山脈的一部分，海拔高度1,884米，受凍原氣候影響。